# John Faulkner (Politiker)

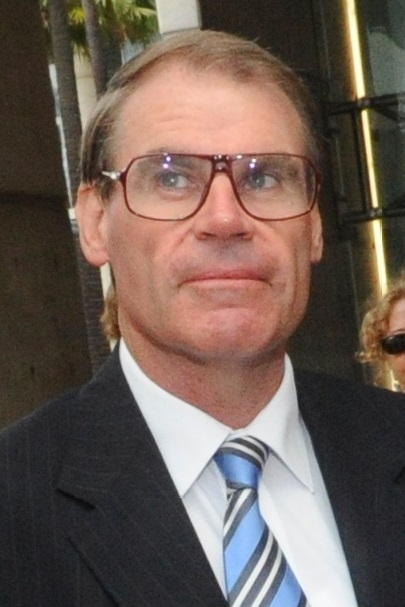
John Faulkner

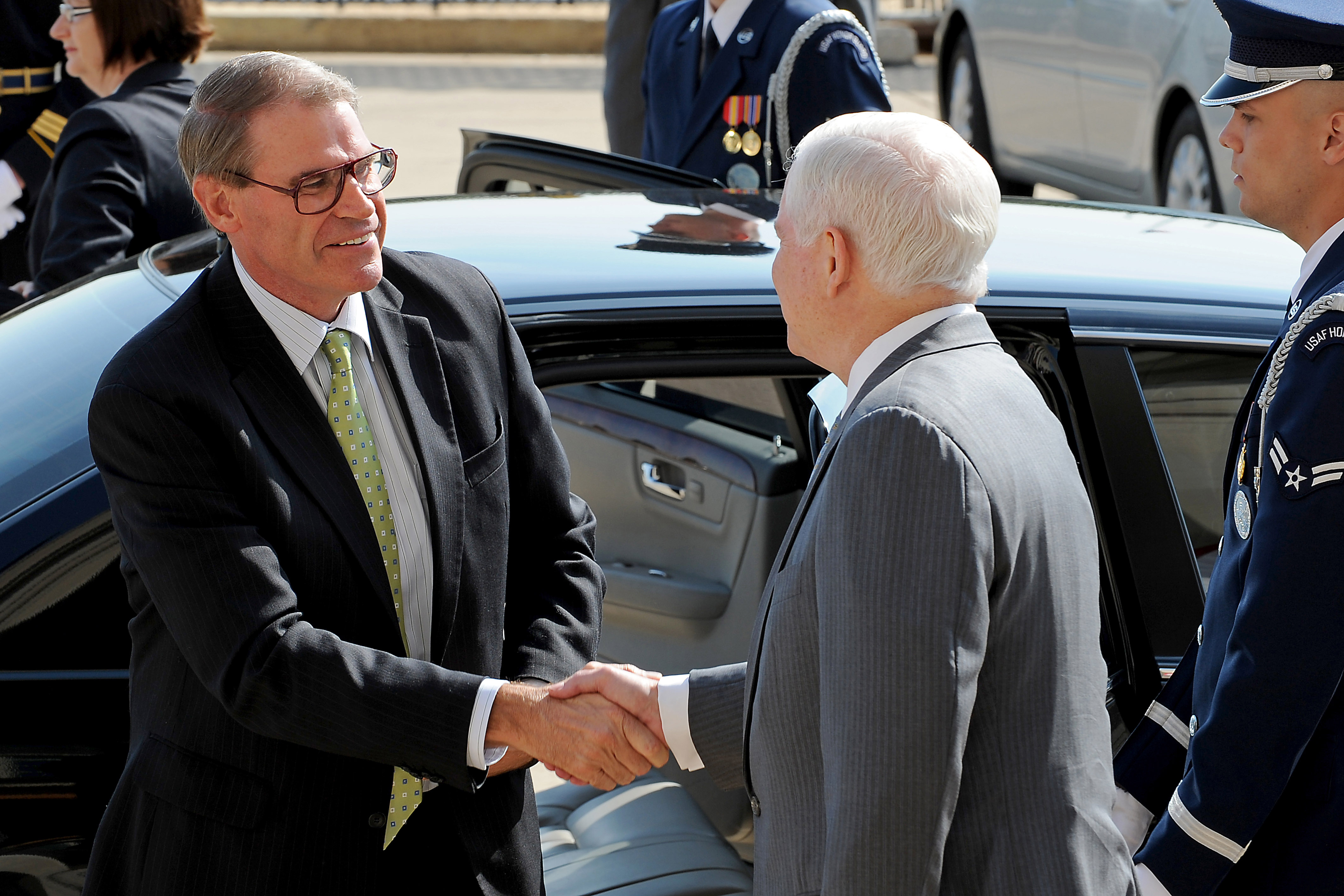
John Faulkner (links) mit US Defence Secretary Robert Gates (rechts)

John Faulkner (* 12. April 1954 in Leeton, New South Wales) ist ein australischer Politiker.

## Leben
Nach seiner Schulzeit studierte Faulkner Kunst und Pädagogik. Nach seinem Studium war er zunächst Lehrer und wurde dann beruflich als Politiker tätig. Faulkner ist Mitglied der Australian Labor Party. Von 1989 bis 2010 war Faulkner im Australischen Senat als Senator tätig.
Von März 1993 bis März 1994 war Faulkner Minister für Veteranenangelegenheiten,  Verteidigungswissenschaft und Personal, Sport und Territorien, von März 1994 bis März 1996 Minister für Umwelt, Sport und Territorien. Von März 1994 bis März 1996 und von Dezember 1994 bis September 2010 war er  Kabinettsminister. Von Dezember 2007 bis Juni 2009 amtierte er als Special Minister of State und Kabinettssekretär sowie von Dezember 2007 bis September 2010 als Vizepräsident des Exekutivrates.
Von Juni 2009 bis September 2010 war er als Nachfolger von Joel Fitzgibbon Minister der Verteidigung in Australien.

Faulkner schrieb während seiner Laufbahn mehrere Bücher zu politischen Themen.
Faulkner hat zwei Kinder mit der Politikerin Sandra Nori, von der er geschieden ist.

## Werke (Auswahl)
- 2000: Deadlock or Democracy? The Future of the Senate, (gemeinsam mit Costar, Brian; Meg Lees, Helen Coonan und Harry Evans), Sydney: UNSW Press, 57 Seiten, ISBN 0-86840-570-1
- 2001: True believers: the story of the federal parliamentary Labor Party, (gemeinsam mit Stuart Macintyre), Crows Nest: Allen & Unwin, 328 Seiten, ISBN 1-86508-609-6
- 2005: Parliamentary privilege: precedents, procedure and practice in the Australian Senate 1966–2005, Canberra: Senate Committee of Privileges, 201 Seiten, ISBN 0-642-71601-3